# Ginástica artística nos Jogos Europeus de 2015 - Solo feminino
A competição do solo feminino foi um dos eventos da ginástica artística nos Jogos Europeus de 2015, em Baku, no Azerbaijão. Foi disputada na Arena Nacional de Ginástica entre os dias 15 e 20 de junho.

## Calendário
Horário de verão do Azerbaijão (UTC+5).
| Data        | Horário | Fase         |
| ----------- | ------- | ------------ |
| 15 de junho |         | Qualificação |
| 20 de junho | 18:52   | Final        |

## Medalhistas
| Ouro   | SUI Giulia Steingruber |
| Prata  | RUS Aliya Mustafina    |
| Bronze | NED Lieke Wevers       |

## Resultado

### Qualificação
O resultado da qualificação foi o seguinte. 
| Posição | Ginasta            | Nacionalidade     | Dif.  | Exe.  | Pen. | Total  | Qual. |
| ------- | ------------------ | ----------------- | ----- | ----- | ---- | ------ | ----- |
| 1       | Aliya Mustafina    | RUS Rússia        | 6.100 | 8.166 | 0.3  | 13.966 | Q     |
| 2       | Silvia Zarzu       | ROU Romênia       | 5.700 | 8.233 |      | 13.933 | Q     |
| 3       | Lieke Wevers       | NED Países Baixos | 5.400 | 8.500 |      | 13.900 | Q     |
| 4       | Laura Jurca        | ROU Romênia       | 5.700 | 8.000 |      | 13.700 |       |
| 5       | Giulia Steingruber | SUI Suíça         | 6.000 | 7.733 | 0.1  | 13.633 | Q     |
| 6       | Lisa Verschueren   | BEL Bélgica       | 5.400 | 8.200 |      | 13.600 | Q     |
| 6       | Valentine Pikul    | FRA França        | 5.400 | 8.200 |      | 13.600 | Q     |
| 8       | Gaelle Mys         | BEL Bélgica       | 5.500 | 8.100 |      | 13.600 |       |
| 9       | Seda Tutkhalyan    | RUS Rússia        | 5.700 | 7.900 |      | 13.600 |       |
| 10      | Kelly Simm         | GBR Grã-Bretanha  | 5.800 | 7.800 |      | 13.600 | R1    |
| 11      | Dorina Böczögő     | HUN Hungria       | 5.400 | 8.166 |      | 13.566 | R2    |
| 12      | Tea Ugrin          | ITA Itália        | 5.500 | 8.066 |      | 13.566 | R3    |

- O empate entre Lisa Verschueren, Valentine Pikul, Gaelle Mys, Seda Tutkhalyan e Kelly Simm pelo sexto lugar foi quebrado pela maior pontuação de execução. Lisa Verschueren e Valentine Pikul receberam a mesma pontuação de execução e, como também receberam a mesma pontuação de dificuldade, o empate permaneceu. O mesmo processo foi seguido para desempatar Dorina Böczögő e Tea Ugrin.[3]

### Final
O resultado final foi o seguinte.
| Posição           | Ginasta                | Dif.  | Exe.  | Pen. | Total  |
| ----------------- | ---------------------- | ----- | ----- | ---- | ------ |
| Medalha de ouro   | SUI Giulia Steingruber | 6.000 | 8.366 | 0.1  | 14.266 |
| Medalha de prata  | RUS Aliya Mustafina    | 5.900 | 8.300 |      | 14.200 |
| Medalha de bronze | NED Lieke Wevers       | 5.400 | 8.400 |      | 13.800 |
| 4                 | BEL Lisa Verschueren   | 5.400 | 8.166 |      | 13.566 |
| 5                 | ROU Silvia Zarzu       | 5.700 | 8.066 | 0.2  | 13.566 |
| 6                 | FRA Valentine Pikul    | 5.100 | 7.666 |      | 12.766 |

- O empate entre Lisa Verschueren e Silvia Zarzu pelo quarto lugar foi quebrado pelo placar de execução.[6]